# Viaduc de Coteaux Beauclair
Pour les articles homonymes, voir Beauclair (homonymie).
Le viaduc de Coteaux Beauclair est un viaduc ferroviaire français situé à la limite de Noisy-le-Sec et Rosny-sous-Bois, en Seine-Saint-Denis. Conçu par Marc Mimram, cet ouvrage d'art de 580 mètres de long permet le franchissement par la ligne 11 du métro de Paris d'un raccordement entre l'A3 et l'A86, à compter du 13 juin 2024. Il porte la station de métro aérienne Coteaux Beauclair.